# Ибн Касир
Имад ад-ди́н Абу́-ль-Фида́ Исмаи́л ибн У́мар ад-Димашки, известный как Ибн Каси́р (араб. ابن كثير‎; 1301, Босра — 1373, Дамаск) — исламский учёный-правовед, историк, хафиз, толкователь Корана и хадисов.

## Биография
Его полное имя: Имад ад-дин Абу-ль-Фида Исмаил ибн Умар ибн Касир аль-Бусрави ад-Димашки аль-Кураши аш-Шафии. Родился в 1301 году в селе Мадждал поблизости от Бусры, Сирия. Отец умер, когда Ибн Касиру было три года. Учителями Ибн Касира были исламские учёные Аз-Захаби и Ибн Таймия. Ибн Касир преподавал в крупнейших медресе аль-Ашрафия и ан-Наджибия. Умер в 1373 году.

## Сочинения
- «Тафсир аль-Куран аль-Азим» (араб. تفسير القرآن العظيم‎ — «Толкование Великого Корана»), известное также, как «Тафсир Ибн Касира» — комментарий к Корану.
- «аль-Бидая ва-н-Нихая» (араб. البداية والنهاية‎ — «Начало и конец») — исторический труд.
- «аль-Фусуль фи сират ар-Расуль» (араб. الفصول في سيرة الرسول‎ — «Главы о биографии Посланника») —сочинение о жизни пророка Мухаммеда.
- «Кисас аль-анбийя» («Рассказы о пророках»)[5] — трактат о жизни исламских пророков.